# 대한민국 상법 제1조
대한민국 상법 제1조는 상사적용법규에 대한 상법총칙의 조문이다. 상법 제1장 통칙 제1편 총칙에 포함되어 있다. 상거래에서 상법의 규정, 상관습법, 민법의 규정, 관습법 그리고 조리의 순서로 적용되는 점을 정하고 있다.

## 조문
상법 제1조 (상사적용법규) 상사에 관하여 본법에 규정이 없으면 상관습법에 의하고 상관습법이 없으면 민법의 규정에 의한다.

第1條 (商事適用法規) 商事에 關하여 本法에 規定이 없으면 商慣習法에 依하고 商慣習法이 없으면 民法의 規定에 依한다.

## 비교 조문
민법 제1조(법원) 민사에 관하여 법률에 규정이 없으면 관습법에 의하고 관습법이 없으면 조리에 의한다.

제106조(사실인 관습) 법령 중의 선량한 풍속 기타 사회질서에 관계없는 규정과 다른 관습이 있는 경우에 당사자의 의사가 명확하지 아니한 때에는 그 관습에 의한다.

## 사례
A상사는 B마트에 라면 1,000박스를 공급하고, 대금 1천만 원을 한 달 뒤에 지급받기로 하는 외상거래를 했는데 B마트는 기한을 넘기고도 3개월간 대금을 지급하지 않았다. A상사는 연체된 대금에 대해 이자를 청구하려고 했지만, 상법이나 계약서에 이자에 관한 규정이 없었다. 이 경우 우선 상관습법을 확인하여 상거래에서 외상대금 지급이 연체되면 연체 이자를 지급하는 상관습법이 있다면 그에 따르면 되고 유통 업계에 그런 관습법이 인정되지 않는다면 민법 제397조 제1항(금전채무의 불이행에 대하여는 이자를 지급하여야 하며, 그 이율은 법정이율로 한다)에 따라 이자를 청구할 수 있다.

## 판례

### 상관습
- 지급보증서는 상관습에 의한 유가증권이 아니다[1]
- 선박을 매매함에 있어 그 대금을 연불조건으로 지급하기로 약정하는 경우의 중개수수료는 연불에 따른 이자를 제외한 선박대금액을 기준으로 산정하여 지급하는 것이 일반거래의 관행이다.[2]
- 상인인 법인간의 계속적인 물품공급거래에 있어서는 원칙적으로 기업의 회계자료로서 물품의 매출, 매입 또는 수불관계를 명확하게 하기 위하여 수요자는 공급자에게 사전에 물건의 종류, 규격, 수량을 지정하여 발주하고, 공급자는 발주수량의 물건에 송장을 첨부하여 인도하면 발주자는 이를 검수 확인하고 송장에 수령사실을 확인하거나, 수령할 물건의 명세를 표시한 인수증을 공급자에게 발행하고 그 부본을 발주법인이 보관하되 그 인수증은 물건의 인도, 인수사실을 증명하는 문서이므로 특단의 사정이 없는 한 물품의 종류, 규격, 수량, 인수법인, 인수자의 직위, 성명을 기재하고 작성자의 날인을 하여 인수일자마다 개별적으로 발행함이 거래의 상례라 할 것이다.[3]

## 같이 보기
- 상관습
- 민법
- 관습법